# Disseny web adaptatiu
El disseny web adaptatiu (en anglès Adaptive web design) és una tècnica de disseny i desenvolupament web. El disseny adaptatiu es refereix a disseny d'interfície gràfica d'usuari (GUI) que s'adapta a diferents mides de pantalla. Els dissenyadors apliquen aquest disseny a interfícies gràfiques d'usuari, com ara pàgines web, que han de funcionar en dispositius de diferents mides.

## Diferència amb el "disseny web responsiu"
El disseny web adaptatiu és similar al disseny web responsiu, que també s'adapta a diferents mides de pantalla. La diferència es troba en què en el disseny adaptatiu el contingut segueix una mida de disseny fix, mentre que en el disseny web responsiu el contingut es mou de forma dinàmica en el disseny de resposta. És a dir, el disseny web adaptatiu utilitza uns esquemes fixos i, a continuació, selecciona el millor disseny per a la grandària de la pantalla actual. En canvi, el disseny web responsiu utilitza un disseny únic, que canvia de mida segons la mida de la pantalla.

## Terminologia
La denominació disseny web adaptatiu és un calc de l'anglès "adaptive web design", que és un terme d'autor creat pel dissenyador Aaron Gustafson. L'equivalent castellà és "diseño web adaptativo", i en anglès, "adaptive design" i "adaptive web design". Cal remarcar la diferència amb el terme "disseny web responsiu", que permet adaptar el format dels continguts d'un lloc web a les característiques de qualsevol dispositiu o pantalla d'accés, gràcies a determinades solucions tècniques que parteixen d'una versió única del codi, a diferència del terme "disseny web adaptatiu", que només permet adaptar el format a uns dispositius i unes pantalles d'accés concrets.